# Luis Dorante
Luis Dorante (Coro (Venezuela), 25 de octubre de 1967) es un exbeisbolista profesional venezolano y mánager en la Liga Venezolana de Béisbol Profesional. Jugó en la posición de receptor para el equipo Tiburones de La Guaira durante seis temporadas entre 1986 y 1993. Actualmente es mánager de los Navegantes del Magallanes en la LVBP. Fue estratega de los Bravos de Margarita, Caribes de Anzoategui, Águilas del Zulia , Pastora de Los Llanos y Cardenales de Lara entrenador de bullpen en Grandes Ligas con los Pittsburgh Pirates y los Florida Marlins. También formó parte del cuerpo técnico de la Selección de béisbol de Venezuela para el Clásico Mundial de Béisbol 2009 y el Clásico Mundial de Béisbol 2013, destacando su actuación como entrenador de Banco ahora es el mánager del navegantes del magallanes en la temporada 2018-2019.

## Liga Venezolana de Béisbol Profesional
Debutó como mánager en el béisbol venezolano en la temporada 1999-2000, con Pastora de los Llanos, que para el momento mantenía el peor récord de la liga desde su fundación, Dorante dirigió esa franquicia hasta la temporada 2004-2005, logrando llevan al equipo a la segunda ronda o Round Robin. Dorante ganó la primera entrega del mánager del año, en la temporada 2003-2004 y repitió el premio en la campaña 2004-2005. Durante su desempeño como estratega de Pastora dejó marca de 179 ganados y 168 perdidos en 347 juegos. 
Luego fue contratado por los entonces Caribes de Oriente, hoy Caribes de Anzoátegui para dirigir las campañas 2005-2006 y 2006-2007, aunque en esta última sólo se mantuvo hasta noviembre de 2006 tras ser cesanteado del equipo por los malos resultados a inicios de la zafra. Su paso en Caribes dejó registro de 47 victorias y 50 derrotas en 97 encuentros. 
A inicios de 2009 fue anunciado como el nuevo mánager de Bravos de Margarita, franquicia que reemplazó a su antiguo equipo Pastora de los Llanos. Cargo del que fue cesanteado a inicios de enero de 2011.
En la temporada de La Liga Venezolana de Beisból Profesional, el equipo de la Nave Turca Navegantes del Magallanes lo confirma como entrenador de Banca para la temporada 2011-2012, conformando al grupo de entrenadores de la Nave Turca en donde destacan Luis Sojo, Gregorio Machado y el Almirante Carlos García.
En 2015 es nombrado mánager de Cardenales de Lara.
En 2017, es nombrado como dirigente de los Navegantes del Magallanes tras el despido de Omar Malavé debido a los malos resultados del equipo.

## Liga Dominicana de Béisbol Invernal
En 2007 Dorante es confirmado como mánager en la Liga Dominicana de Béisbol Invernal para los Gigantes del Cibao, reemplazando a Luis Natera, que ocupaba el cargo interino luego del despido de Mike Rojas. Luis Dorante dirigió el equipo dominicano las zafras 2007-2008 y 2008-2009, en esta última llevó la franquicia a la serie final pero se tuvo que conformar con el subcampeonato.
En el año 2014 dirige el equipo de los Toros del Este en la República Dominicana.